# 殷若寧
殷 若寧（いん じゃくねい、イン・ルオニン、Yin Ruoning；簡体字：殷若宁、2002年9月28日 - ）は、中華人民共和国の女性ゴルファー。

## 経歴・人物
- 中華人民共和国・上海市出身。
- 10歳でゴルフを始め、父親の勧めにより雲南省ゴルフ協会が主宰するジュニアトレーニングクラスに参加し、そこで腕を磨く[2]。
- ジュニア時代よりアマチュアのナショナル代表として活動しており、2018年アジア競技大会（ インドネシア・ジャカルタ／パレンバン）では中華人民共和国代表選手としてゴルフ競技女子団体戦で銅メダルを獲得[3][2]。
- 2020年に中華人民共和国にてプロゴルファーに転向せる[2]。その年の8月に珠海市で開催された中華人民共和国女子プロゴルフツアー大会（中国語版）の「珠海國維中央廣場好萊塢公館中國職業女子挑戰賽」にてデビューし、そのデビュー戦にていきなり優勝を飾る[4]。これ以後2試合続けて勝利し、プロ初年度で3勝を挙げた[2]。
- 2021年に全米女子プロゴルフ協会（LPGA）ツアー参戦を決意して、そのクオリファイングトーナメントに挑戦し、4位タイでフィニッシュしてLPGAツアーメンバーとして登録された[5]。
- 2023年、LPGAツアー2年目で4月の「デオインプラントLAオープン（英語版）」にてアメリカ合衆国での初優勝を飾る[6]。
- 2023年6月には「全米女子プロゴルフ選手権」にて笹生優花（ 日本）と優勝争いを展開、最終18番ホールでバーディーを奪い、-8アンダーの1位で入着、自身初にして、かつ2012年の同大会で優勝した馮珊珊以来2人目となる中華人民共和国の選手によるメジャー大会制覇を果たした[7]。